# Lepidagathis floribunda
Lophostachys floribunda là một loài thực vật có hoa trong họ Ô rô. Loài này được (Pohl) Kameyama mô tả khoa học đầu tiên năm 1995.